# Rhoicissus digitata
Rhoicissus digitata là một loài thực vật hai lá mầm trong họ Nho. Loài này được (L. f.) Gilg & M. Brandt miêu tả khoa học đầu tiên năm 1911.